# Tuol-Sleng-Genozid-Museum

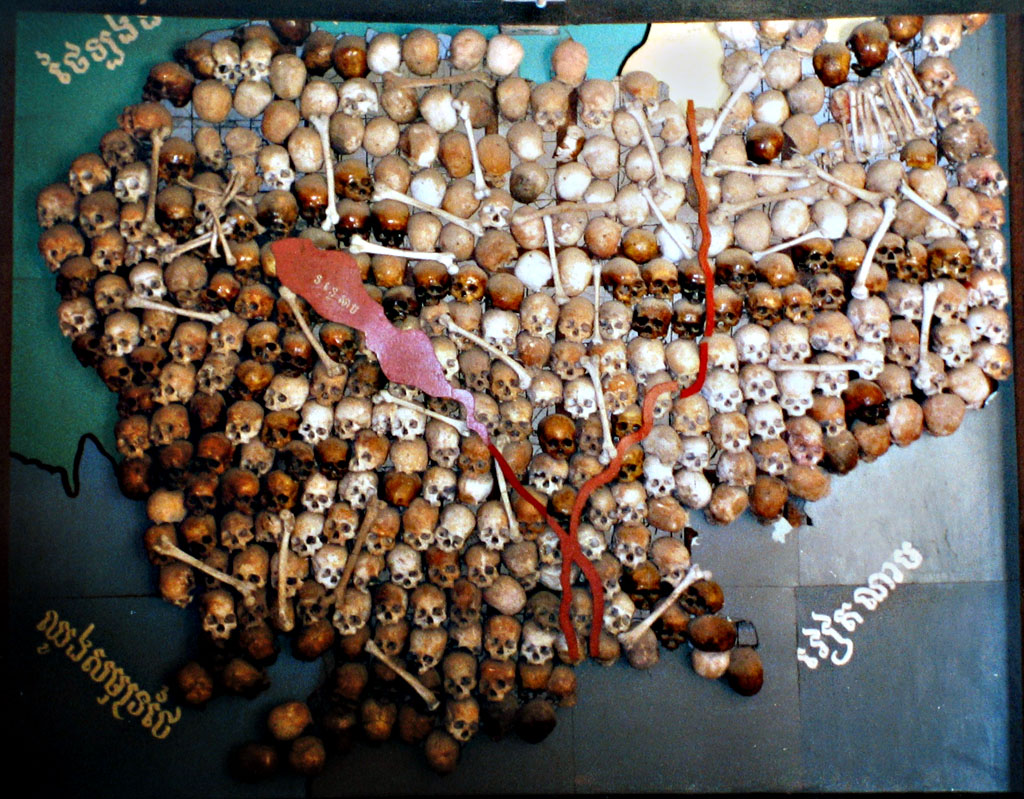
„Landkarte“ Kambodschas im Tuol-Sleng-Genozid-Museum, zusammengesetzt aus Schädeln und Knochen dort Ermordeter, aufgenommen 1997

Das Tuol-Sleng-Genozid-Museum ist das ehemalige Gefängnis S-21 der Roten Khmer und dient der Erinnerung an die dort begangenen Verbrechen während des Genozids in Kambodscha zwischen 1975 und 1979 zur Zeit des Demokratischen Kampucheas. Es befindet sich in Phnom Penh, der Hauptstadt Kambodschas.
S-21 war eines der 196 Gefängnisse des Demokratischen Kampucheas. Es wurde vom ehemaligen Schullehrer Kaing Guek Eav alias „Genosse Duch“ geleitet, der dort für den Tod von mindestens 14.000 Menschen verantwortlich war. Insgesamt wurden im S-21 etwa 18.000 Menschen gefangengehalten, von denen nur zwölf überlebten.
Das Gefängnis gilt als Folterzentrum. Wer ins S-21 eingeliefert wurde, galt automatisch als schuldig, oftmals wurden die Geständnisse unter Folter abgezwungen. Der Umfang des Gefängnisses ging weit über das heutige Museumsgelände hinaus und erstreckt sich über das ganze Viertel. Dort waren unter anderem ein Krankenhaus, Felder, Bananenplantagen, in Folterkammern umgewandelte Häuser sowie Unterkünfte für das Personal zu finden. 
Tuol Sleng bedeutet „Brechnusshügel“. Das war der Name der Grundschule, die neben dem Gymnasium lag, in dem sich heute das Museum befindet. Dieses war ein Teil des Gefängnisses und hieß Tuol Svay Prey (Wildmangobaumhügel).

## Eine ehemalige Schule als Gefängnis

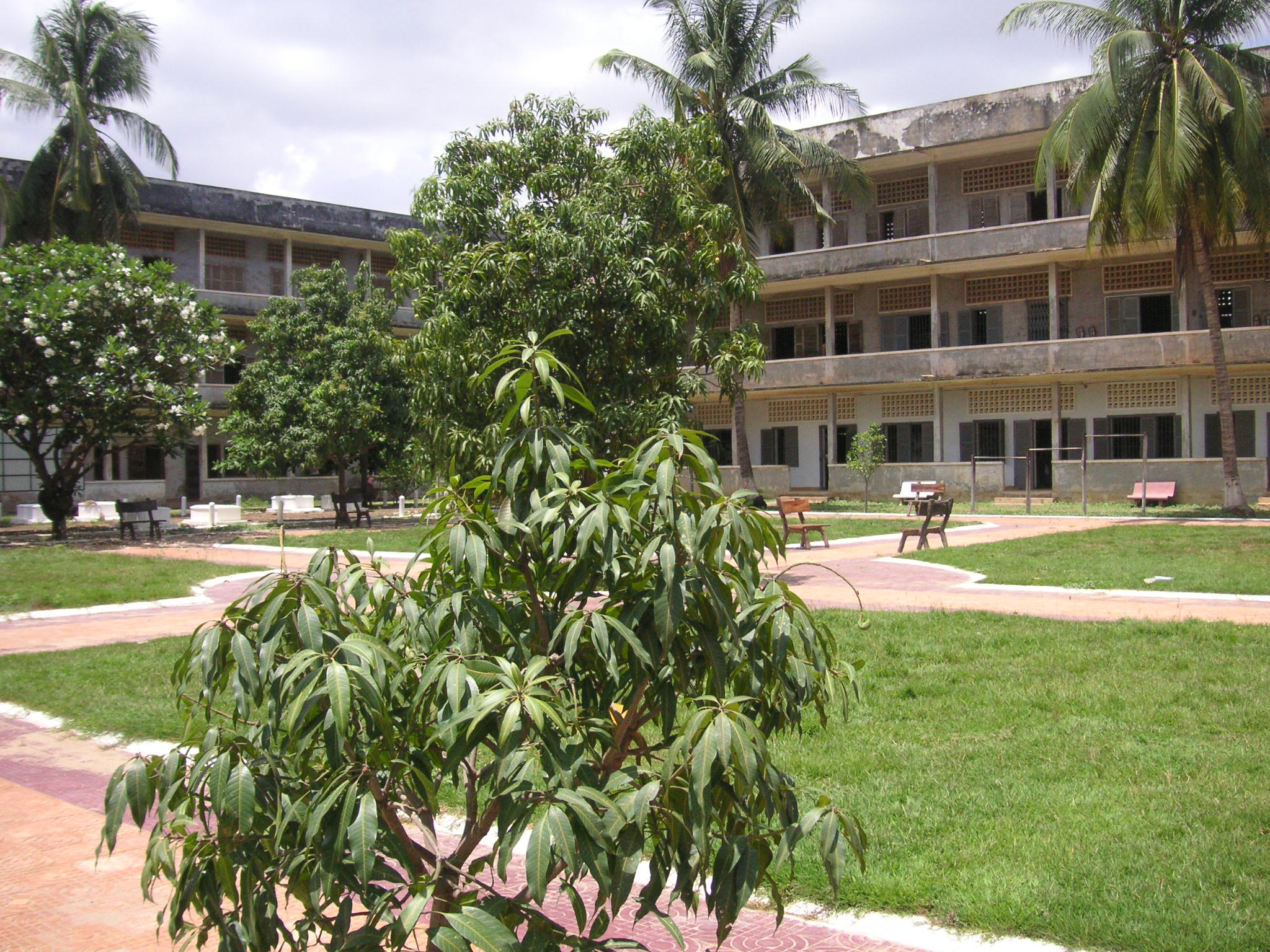
Südflügel des Tuol-Sleng-Genozid-Museums, April 2006

Bei dem Gebäudeensemble handelt es sich um ein ehemaliges in den 1960er Jahren gebautes Gymnasium Phnom Penhs, das zur Zeit der Republik Khmer Lon Nols (1970–1975) Tuol Svay Prey hieß und zur Zeit Sihanouks (1941–1970) Ponhea Yat. Es liegt in der 103. Straße und wurde von den Roten Khmer nach der Eroberung Phnom Penhs als Gefängnis genutzt. Dazu wurden die vier Gebäude der Schule mit einem Elektrozaun eingezäunt und die Klassenräume in Gefängniszellen und Folterkammern umgewandelt. Stacheldraht-Geflecht vor den Außengängen der einzelnen Gebäudeteile sollte verzweifelte Gefangene daran hindern, Selbstmord zu begehen.
Obwohl das S-21 schon seit August 1975 als Institution existierte, wurde es erst im April 1976 auf Befehl von Kaing Guek Eav an dem Ort einquartiert, wo sich heute das Museum befindet. Das Gefängnis existierte bis zum 7. Januar 1979, als die Vietnamesen in Phnom Penh einmarschierten und die Stadt befreiten.

### Die Gefangenen
Zur Gesamtzahl der in S-21 inhaftierten Menschen finden sich unterschiedliche Angaben. Der ursprünglichen Hochrechnung der Extraordinary Chambers in the Courts of Cambodia (ECCC) zufolge, die aber auf dem unvollständigen Archiv des Museums basiert, betrug die Gesamtzahl der Häftlinge „mindestens 12.273“. Das Dokumentationszentrum Kambodscha (DC-Cam) geht in seinen Publikationen davon aus, dass 20.000 Menschen in S-21 gefangengehalten wurden. Laut der letzten Hochrechnung der ECCC, die jetzt von den Forschern herangezogen wird, wurden 18.000 Menschen in S-21 inhaftiert.
Die ersten Insassen von S-21 waren Soldaten und Beamte des Lon Nol-Regimes, welche die Roten Khmer unmittelbar nach ihrer Machtübernahme im April 1975 verhafteten. Ab 1976 wurden auch Menschen aus den Reihen der Roten Khmer infolge politischer Säuberungswellen nach S-21 geschickt (aus den Streitkräften, den Ministerien etc.). Dabei handelte es sich vor allem um Soldaten aus der nördlichen und östlichen Verwaltungszone und ein Netzwerk von intellektuellen Führungskadern der Kommunistischen Partei Kampucheas um So Phim, Hu Nim und Koy Thuon. Von der Errichtung bis zur Befreiung des Gefängnisses durch die vietnamesischen Streitkräfte handelte es sich bei den Opfern auch um Zivilisten, Studenten, Intellektuelle, heimgekehrte Exilkambodschaner, buddhistische Mönche und einige Ausländer (vor allem Vietnamesen). Manchmal wurden Familienangehörige gleichfalls in Tuol Sleng interniert und dort ermordet.

### Organisation

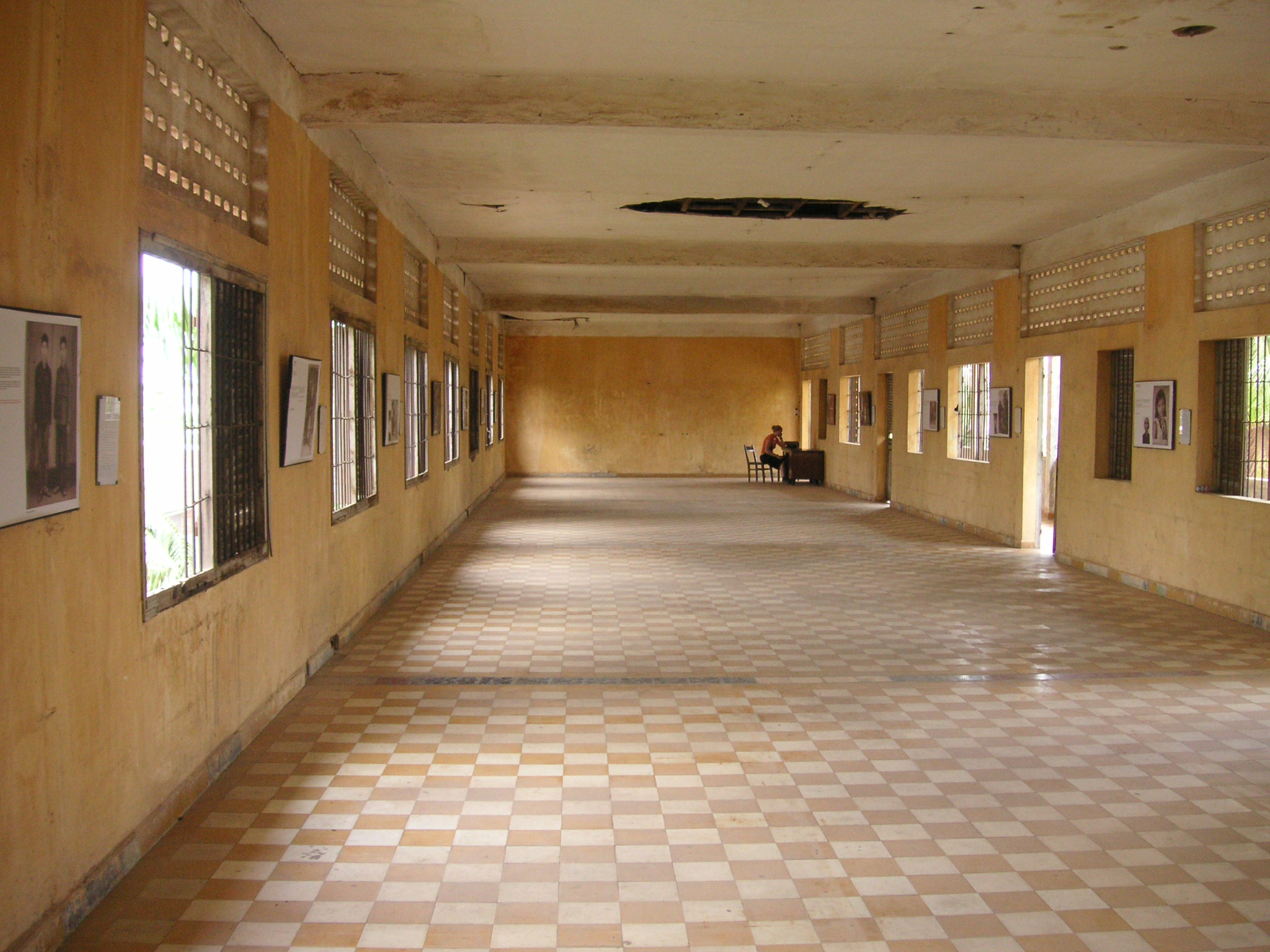
Großer Saal mit einer Ausstellung über Einzelschicksale unter dem Khmer-Rouge-Regime. Früher genutzt als Massenzelle für Gefangene

Ungefähr 1.720 Personen waren zu manchen Zeitpunkten für das Folterzentrum tätig. Darunter waren rund 300 Wächter und Verhörer, die anderen dienten als Arbeiter oder arbeiteten auf den Feldern des S-21. 

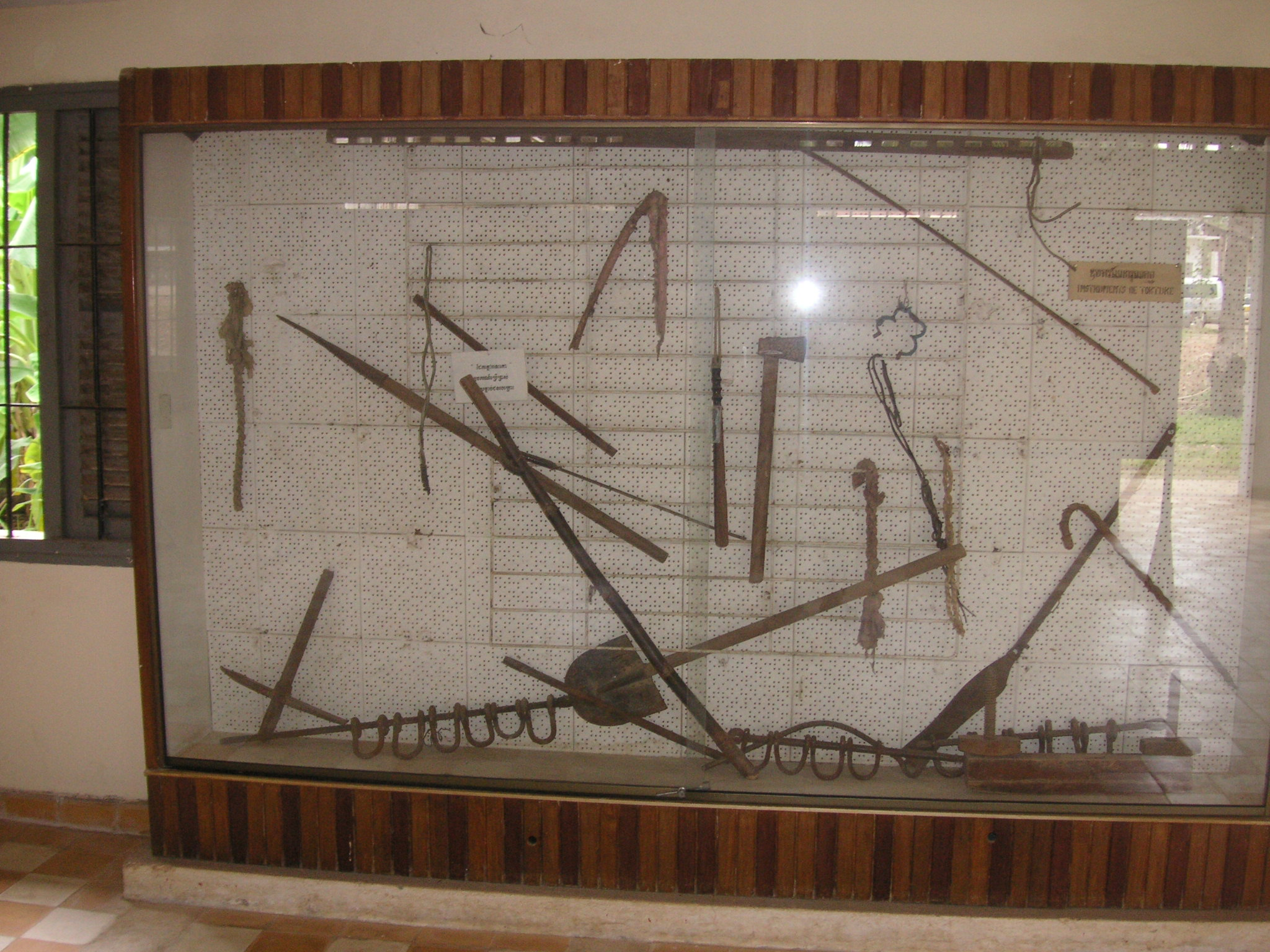
In S-21 benutzte Instrumente, ausgestellt im Tuol-Sleng-Genozid-Museum. Unten Fußfesseln, die in Massenzellen benutzt wurden.

Die Anlieferung neuer Gefangener in das S-21 erfolgte meist in Gruppen. Manchmal wurden auch Ehepartner und alle Kinder mit eingeliefert, um niemanden zu hinterlassen, der später Rache üben könnte. Die Gefangenen wurden bei Ankunft zunächst in einem großen Raum untergebracht. Dabei kettete man viele Gefangene in Reihen an Eisenstangen zusammen, um sie dann einzeln abzuführen, zu fotografieren und sie zu zwingen, alle Informationen über sich preiszugeben. Anschließend mussten sie sich ausziehen und all ihr Hab und Gut wurde beschlagnahmt. Dann wurden sie in ihre Zellen gebracht.

Einzelzelle mit Munitionskasten

Manche „Bessergestellten“, das heißt wichtige Mitglieder der Gesellschaft, wurden in Einzelzellen gefangen gehalten und an ein Gitterbett gekettet – meistens in Häusern neben dem ehemaligen Gymnasium. Andere Insassen wurden in Einzelzellen von etwa 2 Quadratmetern untergebracht und an die Wand gekettet. Diese Einzelzellen entstanden durch weitere Unterteilung der ehemaligen Schulklassenräume. Als Toilette stand den Gefangenen ein etwa schuhkartongroßer amerikanischer Munitionskasten zur Verfügung, dessen Spuren am Boden noch heute zu sehen sind.
Jeder Gefangene musste sich strengen Vorschriften unterwerfen; so waren Lachen, Weinen, Sprechen und sonstige Kommunikation verboten. Zuwiderhandlungen wurden mit Prügelstrafe oder Elektroschocks geahndet, wobei die Opfer nicht schreien durften. Jede Handlung bedurfte der Erlaubnis des Wachpersonals. Die schlechten hygienischen Zustände führten zu Läusebefall und Krankheit.

### Foltermethoden
Als Foltermethoden kamen im S-21 Elektroschocks, das Untertauchen in Wasserbottichen, Waterboarding, das Aufhängen an einem Galgen bis zum Eintreten der Bewusstlosigkeit, wobei die Hände hinter dem Rücken mit einem Seil zusammengebunden wurden und das Opfer daran aufgehängt wurde, Daumenschrauben und das Einführen von Säure oder Alkohol in die Nase zum Einsatz. Obwohl viele Menschen daran starben, war es verpönt, sie absichtlich dabei zu töten, da die Roten Khmer zuerst Geständnisse erreichen wollten.
In den ersten Monaten wurden die Insassen auf dem Gelände des S-21 erschlagen. 1976/77 beschloss jedoch Duch, den Hinrichtungsort nach Choeung Ek zu verlagern, auch um die Seuchengefahr zu verringern. Die Gefangenen wurden fortan auf den Killing Fields des Ortes Choeung Ek vor den Toren der Stadt mit Schaufeln erschlagen oder bekamen die Kehlen durchgeschnitten, um Munition zu sparen und um den Lärm von Schüssen zu vermeiden.
Neben der Folter kam es vereinzelt zu medizinischen Experimenten an Insassen, um die anatomischen Kenntnisse des medizinischen Personals zu verbessern. Zudem wurde Insassen Blut entnommen, um Transfusionen für verwundete Rote-Khmer-Kämpfer bereitzustellen. Bei etwa 100 Opfern führte diese Behandlung aufgrund des Blutverlusts zum Tod.
Als das Gefängnis kurz vor der Befreiung stand, lebten noch vierzehn erwachsene Insassen, die jedoch allesamt noch vor dem Eintreffen der Befreier ermordet wurden. Es konnten lediglich vier Kinder gerettet werden, die sich zum Teil unter Wäschebergen versteckt hatten. Insgesamt überlebten nur sieben Erwachsene. Namentlich bekannt und noch am Leben sind der Maler Bou Meng, der Mechaniker Chum Mey sowie der Bauer und ehemalige Rote Khmer Nhem Sal; der Künstler und Überlebende Vann Nath verstarb am 5. September 2011. Einige Überlebende waren Maler oder Bildhauer, die Porträts oder Zementbüsten Pol Pots, des „Bruders Nr. 1“, anfertigen sollten.
Kaing Guek Eav, der ehemalige Leiter des Folterzentrums, wurde ab 2007 im Rahmen des sogenannten Rote-Khmer-Tribunals vernommen und hat dabei zahlreiche Verbrechen gestanden. Duch wurde für schuldig befunden, an der Tötung von ca. 18.000 Menschen beteiligt gewesen zu sein. Am 26. Juli 2010 wurde er zu 35 Jahren Haft verurteilt, die umgehend wegen seiner nicht rechtmäßigen Inhaftierung um fünf Jahre auf 30 Jahre verkürzt wurden. Elf Jahre hatte er zum Zeitpunkt des Urteils bereits abgesessen. Im Februar 2012 wurde das Strafmaß in einem Revisionsverfahren auf lebenslänglich erhöht. 2020 starb er in Haft.

## Tuol Sleng als Museum
Das Gefängnis wurde am 7. Januar 1979 von vietnamesischen Soldaten befreit, nachdem die vietnamesischen Streitkräfte in Phnom Penh einmarschiert waren. Duch selbst konnte fliehen, nachdem er die Liquidierung aller Insassen angeordnet hatte. Genügend Zeit, die umfassende Dokumentation der dort begangenen Gräueltaten vernichten zu lassen, hatte er allerdings nicht mehr. Die Vietnamesen verließen das Land 1989. Duch wandte sich dem Christentum zu und arbeitete ab 1997 unter dem Alias Hang Pin unerkannt für das American Refugee Committee (ARC), bis er im Jahre 1999 verhaftet wurde.
Ab März 1979 konnten internationale und kambodschanische Delegationen das Gelände des S-21 besichtigen. Laut einer amtlichen Urkunde des Kulturministeriums öffnete das Museum offiziell erst am 13. Juli 1980. Diesem Datum zieht jedoch die heutige Museumsverwaltung das symbolische Datum des 19. August 1979 vor, weil an jenem Tag Pol Pot und Ieng Sary von einem von Vietnam eingerichteten Revolutionären Volkstribunal in Abwesenheit zum Tode verurteilt wurden.
Gemälde eines der wenigen Überlebenden, des Malers Vann Nath, sind im Museum zu sehen ebenso wie Stellwände mit Tausenden von Fotos der Opfer, die vom Personal des Gefängnisses angefertigt worden waren. Das Bild einer aus Totenschädeln zusammengesetzten Landkarte von Kambodscha am Ende des Rundgangs verdeutlichte diese todbringende Phase in der Geschichte des Landes. Die Karte wurde allerdings am 10. März 2002 infolge heftiger Proteste abgebaut.
In den 1990er Jahren verfielen mangels finanzieller Mittel die Gebäude des Museums zusehends.
Ende Juli 2009 wurde das Archiv des Tuol-Sleng-Genozid-Museums – bestehend unter anderem aus 4186 schriftlichen Geständnissen, 6226 Biografien und 6147 Fotografien – von der UNESCO als Weltdokumentenerbe registriert.

### Eine politisch motivierte Gründung
Den kambodschanischen Mitarbeitern hat ein vietnamesischer Berater, Mai Lam, bei der Einrichtung der ersten Ausstellungen geholfen. Mai Lam war für die Einrichtung des US-Kriegsverbrechen-Museums in Ho-Chi-Minh-Stadt zuständig gewesen und hatte verschiedene Gedenkstätten in Europa besucht.
Laut dem Historiker David Chandler zielte die Gründung des Museums darauf ab, „eindeutige Beweise“ für die Verbrechen der Roten Khmer zu beschaffen. Zum einen sollte damit die Invasion Kambodschas durch die Sozialistische Republik Vietnam gerechtfertigt werden, zum anderen benötigte man auch eine Legitimation für das neue von Vietnam eingesetzten Regime, die Volksrepublik Kampuchea. Die Maßnahme hat sich teils als erfolgreich erwiesen, denn Australien und Großbritannien erkannten 1980 die Volksrepublik Kampuchea diplomatisch an – während die USA, China und die UN bis in die 1990er Jahre immer noch das Demokratische Kampuchea der Roten Khmer als einzig legitimen Vertreter des kambodschanischen Volks betrachteten.

### Die Nazi-Analogie und politische Kontroversen
Oft wird es dem Museum vorgeworfen, die Verbrechen der Roten Khmer und vor allem die in S-21 begangenen Verbrechen mit den NS-Verbrechen gleichzustellen, was dazu führe, dass die Besucher inkorrekte Bezüge zwischen dem Demokratischen Kampuchea und dem Nationalsozialismus zögen. Gemäß der Historikerin Rachel Hughes ermunterten die ersten Ausstellungen des Museums die Besucher dazu, „Tuol Sleng als kambodschanisches Auschwitz“ und „Pol Pot als asiatischen Hitler“ zu betrachten. Die Verantwortung für die Verbrechen wird allein der sogenannten „Pol Pot-Ieng Sary-Clique“ übertragen, einer kleinen Gruppe von Männern, deren sozialistische Einflüsse abgeleugnet werden.
Die Geschichte, die im Museum zu finden ist, erzähle, so Judy Ledgerwood, von „einer glorreichen Revolution, die von einer Handvoll sadistischer, völkermordender Verräter gestohlen und pervertiert wurde, die absichtlich drei Millionen ihrer Landsleute vernichtet haben. Die wahren Erben der revolutionären Bewegung stürzten diese mörderische Tyrannei drei Jahre, acht Monate und zwanzig Tage später, gerade rechtzeitig, um das kambodschanische Volk vor dem Völkermord zu retten.“ Dieser Deutung zufolge sei das Museum nur deshalb gegründet worden, um die 1979 von Vietnam eingesetzte Volksrepublik Kampuchea zu legitimieren und mithin auch die heutige Regierung Hun Sens. Diese verbreitete Meinung führt dazu, dass manche Politiker der Opposition, wie z. B. Kem Sohka, leugnen, dass es S-21 gegeben hat und dass die im Museum beschriebenen Verbrechen begangen wurden. Sie behaupten, Tuol Sleng sei eine Inszenierung, die dazu gedient habe, die Invasion Kambodschas durch Vietnam zu begründen und das neue Regime zu legitimieren.

## Film und Kunst
- Roland Joffé: The Killing Fields – Schreiendes Land; 1984.
- Rithy Panh: S-21: Die Todesmaschine der Roten Khmer; 2003.
- Nate Thayer: Todesspiralen Saloth Sar alias Pol Pot; Dokumentation 2000.
- Herbert Müller (* 1953), deutscher Maler, hat einen Bilderzyklus zum Gefängnis Tuol Sleng angefertigt.[36]
- Alexander Goeb, Vann Nath, Heng Sinith: „Das Kambodscha-Desaster“ (www.kambodscha-desaster.de)